# Bert le Vack
Herbert le Vack, conegut com a Bert le Vack   (Londres, 1888 - Suïssa, 17 de setembre de 1931), va ser un pilot de motociclisme anglès d'ascendència escocesa que va obtenir diversos rècords mundials de velocitat durant la dècada del 1920 i es va guanyar el sobrenom de "Màgic de Brooklands" ('Wizard of Brooklands') per les seves gestes en aquell circuit. Hom el considera sovint un dels més grans pilots de competició de la seva època.
Expert preparador de motors de competició, le Vack va treballar per a algunes de les grans marques de l'època i a finals de la dècada del 1920 va entrar a treballar a Motosacoche (a Suïssa), com a pilot oficial, dissenyador en cap i preparador. El 16 de setembre de 1931 es va morir en un accident mentre conduïa el seu sidecar a prop de Berna.

## Biografia
Nascut al nord de Londres, le Vack era fill del tapisser i antiquari Albert Edward le Vack. L'avi de Bert era John le Vack, un enginyer escocès de locomotores de vapor que s'havia traslladat a Londres des del seu Caithness natal. La primera feina de Bert va ser a Legros i Knowles, de Willesden Junction. Més tard va passar a treballar per a Daimler, Napier i la London General Omnibus Company. Le Vack va començar la seva carrera esportiva al ciclisme, però un cop va haver visitat el circuit de Brooklands va començar a preparar motocicletes i va guanyar la primera pujada de muntanya en què va participar amb una Triumph de 1909. El 1912 va competir a la London to Edinburgh Run i es va casar amb Ethel Dale, amb qui va arribar a tenir quatre fills (se'n va divorciar el 1929, però més tard s'hi va tornar a casar).
El 1913, le Vack va treballar a Brooklands amb John Wallace, un altre pilot de proves de JAP que finalment va ser acomiadat per ser massa jove ('under age'). Amb l'esclat de la Primera Guerra Mundial, tots dos van entrar al fabricant d'automòbils escocès Arrol-Johnston i van dedicar el seu talent a dissenyar, muntar i provar motors aerodinàmics. Wallace va fundar Duzmo Motorcycles i al TT sènior de 1914 va marcar una mitjana de 72 km/h, amb la qual cosa va guanyar una medalla d'or.
Acabada la guerra, le Vack va establir el seu propi garatge. Arran d'un intercanvi casual d'una Scott per una Edmund amb motor MAG es va tornar a interessar per les curses de motociclisme. La posada a punt de l'Edmund el va fer abandonar el seu negoci, de manera que quan va rebre una oferta de feina de Wallace la va acceptar i va començar a desenvolupar-hi motors Duzmo. Més tard va construir una motocicleta de curses que va pilotar en competicions i demostracions. Va anomenar aquella moto "Ace" i el 1920, quan va esdevenir més conegut com a pilot, la va anomenar "Duzmo". Cap a finals de 1920 va entrar a treballar a Hendee Manufacturing Co, l'empresa que fabricava les motocicletes Indian a Springfield (Massachusetts). Le Vack va entrar al seu magatzem de Londres i va desenvolupar-hi el motor Indian de vuit vàlvules.
Bert Le Vack era molt partidari de l'ús de combustibles a base d'alcohol a les curses i va obtenir subministraments d'una destil·leria de Londres. Gràcies a això va rebre una oferta de feina com a dissenyador de motors de John A. Prestwich, el fundador de l'empresa de motors JAP. Le Vack va fer servir la seva experiència amb l'Indian Powerplus, amb la qual havia guanyat la famosa cursa de 500 milles a Brooklands el 1921, per a ajudar JAP a desenvolupar el seu v-twin britànic en allò que va anomenar una "Yank-buster": el 'Super Big Twin', anomenat així per ser un motor OHV de 986 cc (Indian va abandonar posteriorment la competició internacional).
Tot i que Le Vack només va estar a JAP quatre anys, va tenir un paper important en el seu èxit i els anuncis de JAP a la revista Motor Cycle mostraven a Bert amb una Brough Superior equipada amb el motor JAP v-twin de 976 cc. A més dels seus coneixements d'afinació, le Vack es va fer famós pel fet de barrejar combustibles especials de curses i tenia el seu propi taller a la fàbrica de Tottenham. Descrit com a un home discret i callat, amb pocs amics, le Vack va esdevenir una mena d'enigma. En una rara entrevista publicada a la revista The Motor Cycle l'any 1923 amb el títol «The Making of a Speed Man», va descriure els seus primers dies quan gairebé va provocar una explosió en mirar a dins d'un dipòsit de benzina de nit amb un llumí.

### Mort
L'1 de gener de 1930 va entrar a Motosacoche, a Ginebra, marca per a la qual ja havia pilotat al TT de l'illa de Man de 1914. Motosacoche construïa motocicletes de competició i le Vack hi va entrar com a pilot de fàbrica, dissenyador en cap i preparador. Menys de dos anys després, el 16 de setembre de 1931, es va morir als Alps suïssos mentre conduïa un sidecar a 16 km de Berna, en un viatge de negocis a Ginebra, acompanyat d'un enginyer de Bosch com a passatger. Sembla que va tenir un atac de feridura o un atac de cor que va fer que el sidecar es desviés de la carretera i topés contra un arbre. Tant Le Vack com el passatger en van ser expulsats, però, mentre que el passatger va resultar il·lès, le Vack es va trencar el coll. L'esdeveniment va ser notícia al Journal de Geneva de l'endemà.
Les cendres de Le Vack van ser retornades a Anglaterra i enterrades prop de Brooklands, al cementiri de St Mary de Byfleet, no gaire lluny de la tomba del pilot de curses Parry Thomas. La inscripció a la seva làpida diu només «En memòria amorosa d'Herbert Le Vack, estimat marit de Mary Helen Le Vack, que es va morir a Suïssa el 16 de setembre de 1931» (In Loving Memory of Herbert Le Vack, Dearly Beloved Husband of Mary Helen Le Vack, Who Died in Switzerland, 16 September 1931).

## Carrera esportiva
Bert le Vack va córrer per a Brough Superior i va ajudar en el manteniment de les Brough preparades de T. E. Lawrence. També va córrer per als principals fabricants de la dècada del 1920, entre ells Indian, New Imperial i Zenith. Després d'un temps a Birmingham a la fàbrica de New Hudson, se'n va anar a Motosacoche i va córrer per a aquesta marca suïssa a les curses del TT de l'illa de Man de 1914. Bert va guanyar la Brooklands 500 el 1921 amb una Indian de 1.000 cc. El 1923 va assolir el segon lloc a les curses Lightweight  del TT de 1923 amb una New Imperial de 250 cc, malgrat una avaria que va fer que hagués d'empènyer la moto mitja milla fins a l'arribada.

## Rècords mundials
| Any        | Lloc                                        | País       | Motocicleta            | Velocitat                            |
| ---------- | ------------------------------------------- | ---------- | ---------------------- | ------------------------------------ |
| 1921       | Brooklands                                  | Anglaterra | Indian                 | 107.5 milles per hora (173.0 km/h)   |
| 10/11/1923 | Brooklands                                  | Anglaterra | Temple-Anzani          | 108.48 milles per hora (174.58 km/h) |
| 1924       | Cavendish Drive, Clipstone, Nottinghamshire | Anglaterra | Brough Superior        | 111.1 milles per hora (178.8 km/h)   |
| 6/7/1924   | Arpajon                                     | França     | Brough Superior 867 cc | 118.93 milles per hora (191.40 km/h) |
| 25/8/1929  | Arpajon                                     | França     | Brough Superior 995 cc | 129.07 milles per hora (207.72 km/h) |
| 1927       | Brooklands                                  | Anglaterra | New Hudson 500 cc      | 100 milles per hora (160 km/h)       |